# Lucilia bismarckensis
Lucilia bismarckensis är en tvåvingeart som beskrevs av Hiromu Kurahashi 1987. Lucilia bismarckensis ingår i släktet Lucilia och familjen spyflugor. Inga underarter finns listade i Catalogue of Life.